# پودلوبوو
پودلوبوو (انگلیسی: Podlubovo) یک شهرک در شهرستان کاراایدلسکی استان باشقیرستان کشور روسیه است.